# Melanie Blokesch

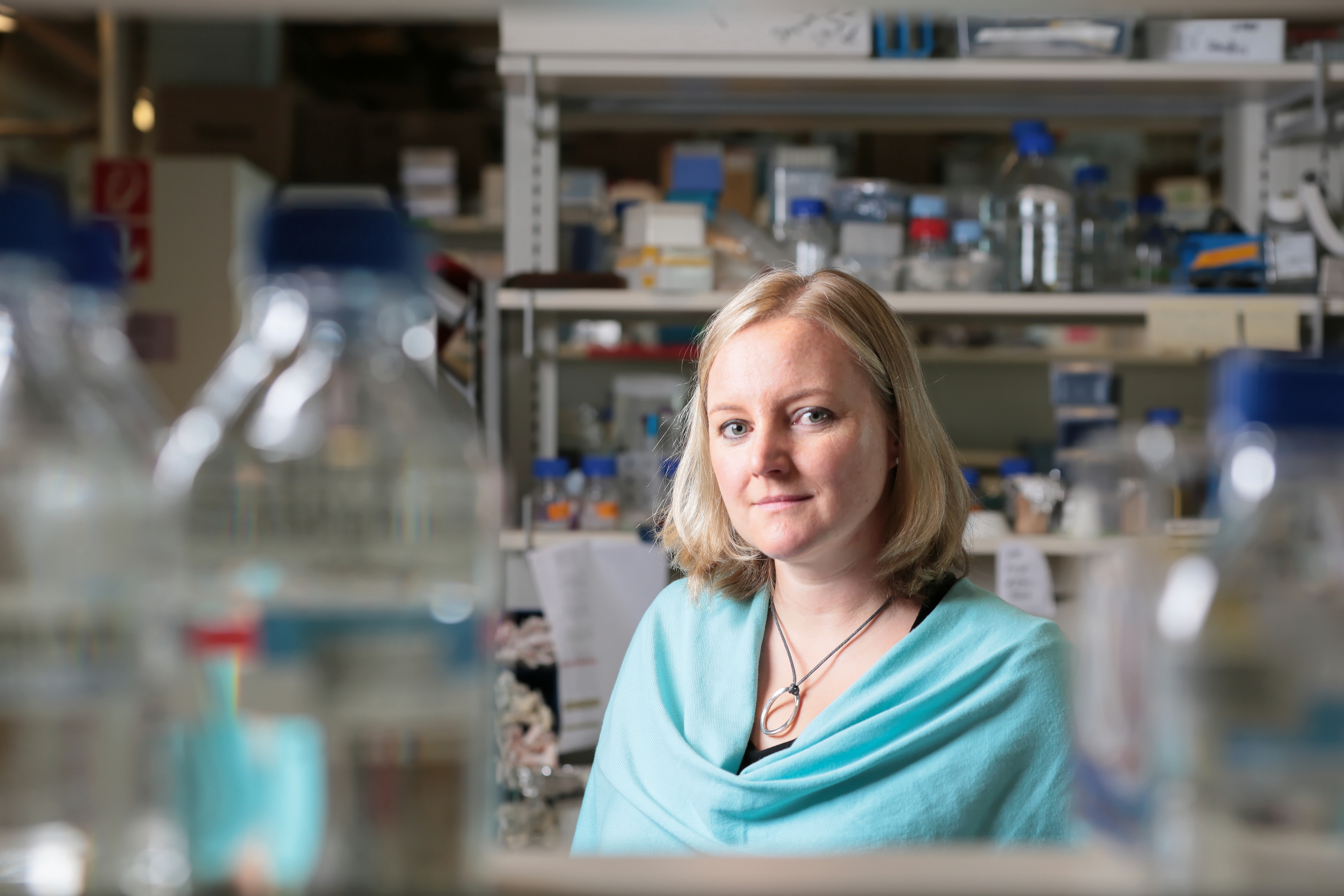
Melanie Blokesch (2016)

Melanie Blokesch (* 30. Juni 1976) ist eine deutsche Mikrobiologin und Hochschullehrerin an der Eidgenössischen Technischen Hochschule Lausanne (EPFL).

## Leben und Wirken
Blokesch studierte ab 1995 Biologie an der Universität München. Nach ihrem Abschluss 2000 blieb sie als Doktorandin an der Universität München, wo sie 2004 promoviert wurde. Anschließend nahm sie eine Stellung als Postdoktorandin an der Stanford University an. Für ihre dortigen Forschungen erhielt sie 2005 den Leopoldina-Preis. 2009 wechselte sie als Tenure-Track-Assistenzprofessorin an die Eidgenössische Technische Hochschule Lausanne. Dort wurde Blokesch 2016 außerordentliche und 2021 schließlich ordentlich Professorin für Lebenswissenschaften.
Seit 2018 ist Blokesch Mitglied der European Academy of Microbiology, seit 2019 der European Molecular Biology Organization und seit 2022 der American Society for Microbiology. 2021 wurde sie zudem zum Mitglied in die Deutsche Akademie der Naturforscher Leopoldina gewählt, 2025 wurde sie Mitglied der Academia Europaea.
Blokeschs Forschungsschwerpunkte liegen in der Evolution bakterieller Krankheitserreger, dem horizontalen Gentransfer, Sekretionssystemen, Antibiotikaresistenzen und im Bereich der Signaltransduktionswege.
Der Schwerpunkt ihrer Arbeit liegt auf der Evolution und Anpassungsfähigkeit pathogener Bakterien und insbesondere des choleraerregenden Bakteriums Vibrio cholerae durch Erforschung des Wachstums dieses Bakteriums in natürlichen Lebensräumen sowie dessen Interaktion mit anderen Organismen. Hierbei konzentriert sie sich vor allem auf die regulatorischen Netzwerke und molekularen Mechanismen, die an der Pathoökologie beteiligt sind. Dies soll unter anderem dazu beitragen, derartige Bakterien wirksam zu bekämpfen und durch horizontalen Gentransfer (HGT) hervorgerufene Antibiotikaresistenzen zu erforschen. Neben der Erforschung des Cholera-Erregers widmet sich Blokesch dem Bakterium Acinetobacter baumannii, der in Zusammenhang mit Krankenhausinfektionen stehen soll. Dies steht in Zusammenhang mit der Verbreitung von Antibiotikaresistenzen, da diese Bakterien häufig multiresistent sind und diese Resistenz über HGT übertragen werden können.